# Pierścień Atlantów

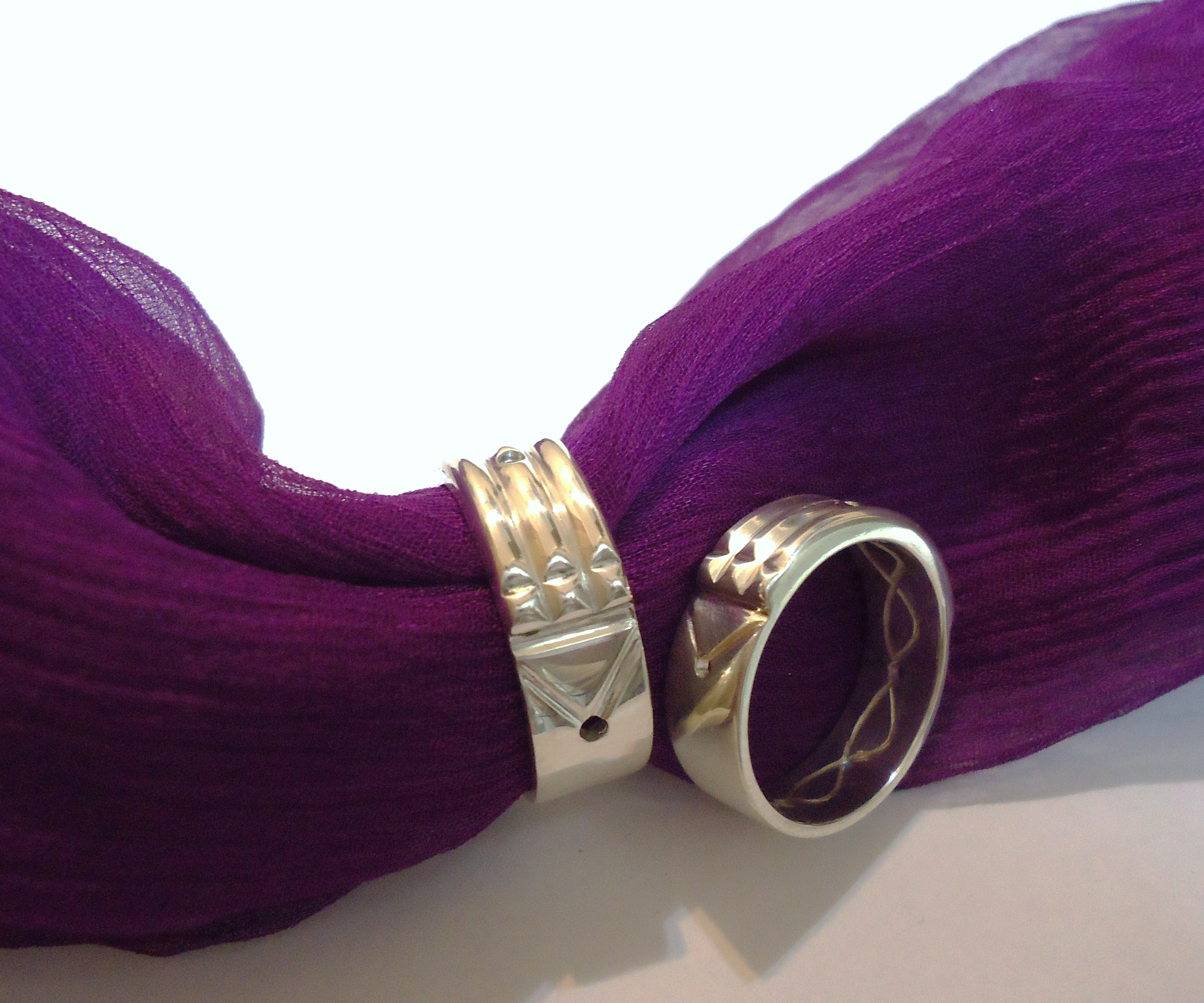
Pierścień Atlantów

Pierścień Atlantów, pierścień Atlantydów – pierścień, rzekomo odkryty w 1860 roku w Dolinie Królów przez francuskiego egiptologa, markiza  d'Agrain.

## Historia
W 1972 roku, w książce Domy, które zabijają autorstwa Rogera de Lafforest, znalazł się opis oraz fotografia pierścienia. Wykonany był on z gliny kamionkowej, a wyrzeźbiony na nim symbol złożony był z trzech umieszczonych na środku prostokątów, na których przedłużeniu, po każdej stronie, znajdowały się trzy kwadraty oraz trójkąt równoboczny. Prostokąty miały postać półcylindryczną. Pierścień miał rzekomo pochodzić z Atlantydy, gdyż symbol na nim wyrzeźbiony nie pasował do cywilizacji starożytnego Egiptu.
Pierścienie wykonane na podstawie tego opisu traktowane są jako amulety. Często mają kształt otwartej obrączki, podczas gdy pierścień opisany w książce Rogera de Lafforest miał kształt obrączki zamkniętej. Według entuzjastów pierścienie takie chronią przed „złymi energiami”. Sekretem mają być tzw. „fale kształtu”, neutralizujące złe wpływy.